# BoomBit

Logo BoomBit

BoomBit (wcześniej jako Aidem Media) – polski producent oraz wydawca gier komputerowych, nawiązujących do bajek dla dzieci, później także producent telewizyjny.

## Historia działalności
Przedsiębiorstwo zostało założone 10 września 1997 w Gdańsku. Tworzone przez nie gry nawiązywały do wielu postaci z bajek, w tym Reksia (seria gier Przygody Reksia), czy Bolka i Lolka (seria gier Niesamowite przygody Bolka i Lolka), a oprawę wizualną do kilku ostatnich produkcji dominowała stylizowana na komiksową grafika dwuwymiarowa.
W roku 2018 firma Aidem Media przejęła swojego brytyjskiego partnera, BoomBit, i zaczęła posługiwać się jego nazwą, a produkowane gry obrały tematykę hyper-casual, zmieniając przy tym platformę z PC na smartfony. Grafika obrała kierunek pół-realistycznego 3D.

## Gry
Aidem Media w czasie swojej działalności wyprodukowało prawie 60 gier o tematyce bajkowej. Pierwsze z nich były stworzone z myślą o systemach Windows 95/Windows 98, następne produkcje mogły być uruchamiane na nowszych odsłonach tego systemu. Ostatnie produkcje otrzymały porty na urządzenia z systemami Android i iOS.

### Opublikowane tytuły
| Tytuł                                                    | Platforma    | Data wydania                            | Rok wydania |
| -------------------------------------------------------- | ------------ | --------------------------------------- | ----------- |
| Koziołek Matołek Wynalazca                               | PC           | 10 października                         | 2001        |
| Koziołek Matołek Idzie do Szkoły                         | PC           | 10 października                         | 2001        |
| Liczę z Reksiem                                          | PC           | 10 października                         | 2001        |
| Bolek i Lolek na tropie zaginionej księgi ortografii     | PC           | 10 października                         | 2001        |
| ABC z Reksiem                                            | PC           | 30 grudnia                              | 2001        |
| Wesołe przedszkole Bolka i Lolka                         | PC           | 30 czerwca                              | 2003        |
| Reksio i Skarb Piratów                                   | PC           | 12 sierpnia                             | 2003        |
| Szkoła Koziołka Matołka                                  | PC           | 5 września                              | 2003        |
| Wesołe Przedszkole Reksia                                | PC           | 2 października                          | 2003        |
| Reksio i Ufo                                             | PC           | 28 października                         | 2003        |
| Reksio i ortografia                                      | PC           | 4 listopada                             | 2003        |
| Bolek i Lolek: Język angielski dla dzieci                | PC           | 27 listopada                            | 2003        |
| Bolek i Lolek: Olimpiada Letnia                          | PC           | 30 stycznia                             | 2004        |
| Reksio i Czarodzieje                                     | PC           | 12 marca                                | 2004        |
| Bolek i Lolek: Zwariowana Olimpiada                      | PC           | 12 maja                                 | 2004        |
| Reksio i Wehikuł Czasu                                   | PC           | 12 lipca                                | 2004        |
| Księga Dżungli, Piotruś Pan                              | PC           | 28 sierpnia                             | 2004        |
| Robin Hood, Podróże Guliwera                             | PC           | 28 sierpnia                             | 2004        |
| Doktor Dolittle, Sindbad                                 | PC           | 15 września                             | 2004        |
| Ali Baba, Robinson Crusoe                                | PC           | 17 września                             | 2004        |
| Gry i zabawy dla dzieci *                                | PC           | 20 września                             | 2004        |
| Gry i zabawy dla dzieci 2 *                              | PC           | 6 października                          | 2004        |
| Wojna Trojańska, Wyprawa po Złote Runo                   | PC           | 13 października                         | 2004        |
| Przygody Odyseusza, Herkules                             | PC           | 16 października                         | 2004        |
| Gry i zabawy dla dzieci: Mity na wesoło *                | PC           | 2 listopada                             | 2004        |
| Mała Syrenka                                             | PC           | 14 marca                                | 2005        |
| Wesoła edukacja dla dzieci                               | PC           | 25 kwietnia                             | 2005        |
| Król Maciuś Pierwszy. Wyspa Togo-Pogo                    | PC           | 28 kwietnia                             | 2005        |
| Wesołe przedszkole Koziołka Matołka                      | PC           | 30 maja                                 | 2005        |
| Kopciuszek                                               | PC           | 30 maja                                 | 2005        |
| Król Maciuś Pierwszy. Przedszkole, zabawy z przyjaciółmi | PC           | 1 sierpnia                              | 2005        |
| Bolek i Lolek. Alfabet i nauka czytania                  | PC           | 25 sierpnia                             | 2005        |
| Piękna i Bestia                                          | PC           | 18 września                             | 2005        |
| Król Maciuś Pierwszy. Wesołe miasteczko                  | PC           | 28 listopada                            | 2005        |
| Bolek i Lolek: Język angielski dla najmłodszych          | PC           | 28 listopada                            | 2005        |
| Królewna Śnieżka                                         | PC           | 5 grudnia                               | 2005        |
| Bolek i Lolek: Język niemiecki dla najmłodszych          | PC           | 8 lutego                                | 2006        |
| Śpiąca Królewna                                          | PC           | 15 marca                                | 2006        |
| Królowa Śniegu                                           | PC           | 12 maja                                 | 2006        |
| Reksio i kapitan Nemo                                    | PC           | 10 października                         | 2006        |
| Pocahontas                                               | PC           | 20 grudnia                              | 2006        |
| Graj z nami                                              | PC           | 10 stycznia                             | 2007        |
| Graj z nami część 2                                      | PC           | 13 marca                                | 2007        |
| Reksio i Kretes w Akcji!                                 | PC           | 23 marca                                | 2007        |
| Klub Zabaw Przedszkolaka: Lis i Niedźwiedź               | PC           | 19 lipca                                | 2007        |
| Zabawy z językiem angielskim: Lis i Niedźwiedź           | PC           | 19 lipca                                | 2007        |
| Bolek i Lolek: Moje pierwsze studio plastyczne           | PC           | 19 lipca                                | 2007        |
| Roszpunka                                                | PC           | 17 września                             | 2007        |
| Reksio i Kretes: Tajemnica Trzeciego Wymiaru             | PC           | 12 grudnia                              | 2007        |
| Bolek i Lolek: Moje pierwsze literki                     | PC           | 12 grudnia                              | 2007        |
| Zabawy z językiem angielskim: Przygody koguta            | PC           | 3 września                              | 2008        |
| Łamigłówki Reksia: Wielki Odkrywca                       | PC           | 11 listopada                            | 2008        |
| Reksio: Miasto Sekretów                                  | PC           | 5 sierpnia                              | 2009        |
| Domisie: Kolorowy Świat                                  | PC           | 17 sierpnia                             | 2009        |
| Tajemnicze zamczysko: Niezwykłe przygody Bolka i Lolka   | PC           | 23 listopada                            | 2009        |
| Bolek i Lolek: Piraci – Korona władzy                    | PC           | 3 października                          | 2011        |
| Calineczka                                               | PC, iOS      | 17 paź. 2011 (PC), 17 gru. 2011 (iOS)   |             |
| Lazarus Creek                                            | PC           | 28 listopada                            | 2011        |
| Miasto SeKretów                                          | Android, iOS | 23 mar. 2011 (iOS), 24 lip. 2012 (And.) |             |

* – produkcje Gry i zabawy dla dzieci, Gry i zabawy dla dzieci 2 oraz Gry i zabawy dla dzieci: Mity na wesoło były kolekcjami poprzednich gier (wydawanych podwójnie, np. Księga Dżungli, Piotruś Pan), wydanych jako pakiety 4 gier na opakowanie.

### Porzucone tytuły
Oprócz gier dla najmłodszych, Aidem Media planowało produkcję gier dla starszych odbiorców, były to: Freak Files, Steam & Guns, Zombie Aquarium, Asylum 5D, a także Lazarus Creek, który jako jedyny doczekał się publikacji.

### Nowe tytuły
Od 2010 roku BoomBit (wciąż pod nazwą Aidem Media aż do 2018 roku) wyprodukowało ponad 200 produkcji na platformy mobilne, w tym: Flight Simulator, Roof Jump, Offroad Parking Simulator i Monster Truck Arena Driver.

## Pozostała działalność[8]

### Interaktywne produkcje DVD
Podczas swojej działalności Aidem Media było odpowiedzialne za produkcję interaktywnych DVD, były to: Scooby Doo: Polowanie na Upiory i Magiczna Opowieść Disney.

### Gry planszowe
Aidem Media uczestniczyło także w produkcji kilku gier planszowych: Łubudu!, Sylaby, Zakazana Planeta, Słówka, Poszukiwacze zaginionych liczb.

### Programy telewizyjne
Aidem Media zaczęło także produkować programy telewizyjne dla TVP. Były to teleturnieje rodzinne łączące technikę telewizyjną z multimedialną, takie jak: Poszukiwacze zaginionych tajemnic, Królestwo Maciusia, czy Kodołamacze. Firma była także odpowiedzialna za wyprodukowanie kilku pomniejszych animacji w formie przerywników dla TVP.

### Programy i pomoce edukacyjne
Aidem Media wyprodukowało także szereg testów i materiałów edukacyjnych w ramach programu Radosna Szkoła.